# Aeroporto Metropolitano di Baton Rouge
L'aeroporto Metropolitano di Baton Rouge (in inglese Baton Rouge Metropolitan Airport) è uno scalo aereo che serve la città statunitense di Baton Rouge, capitale dello stato della Louisiana.

## Storia
L'aeroporto era originariamente una pista militare conosciuto come Harding Field e utilizzato durante la seconda guerra mondiale ed è stato utilizzato dal comando del servizio tecnico della United States Army Air Forces come base di manutenzione e rifornimento. Vi si addestrarono dei piloti per pilotare P-47 Thunderbolts.